# Emilio Mitre
Emilio Mitre – stacja metra w Buenos Aires, na linii E. Znajduje się pomiędzy  stacją José María Moreno, a Medalla Milagrosa. Stacja została otwarta 5 października 1985.